# USS High Point (PCH-1)
USS High Point (PCH-1) byl křídlový stíhač ponorek amerického námořnictva postavený k ověření koncepce rychlých pobřežních protiponorkových lodí. Byl to první křídlový člun provozovaný americkým námořnictvem. Nakonec však člun nebyl postaven v sérii (převážně z důvodů technických a finančních). Americké námořnictvo člun provozovalo do roku 1975, kdy byl převeden k  americké pobřežní stráži a definitivně vyřazen. V letech 1985–1989 jej společnost Boeing využívala k testům. Později získal soukromého vlastníka. Dochoval se dodnes.

## Stavba

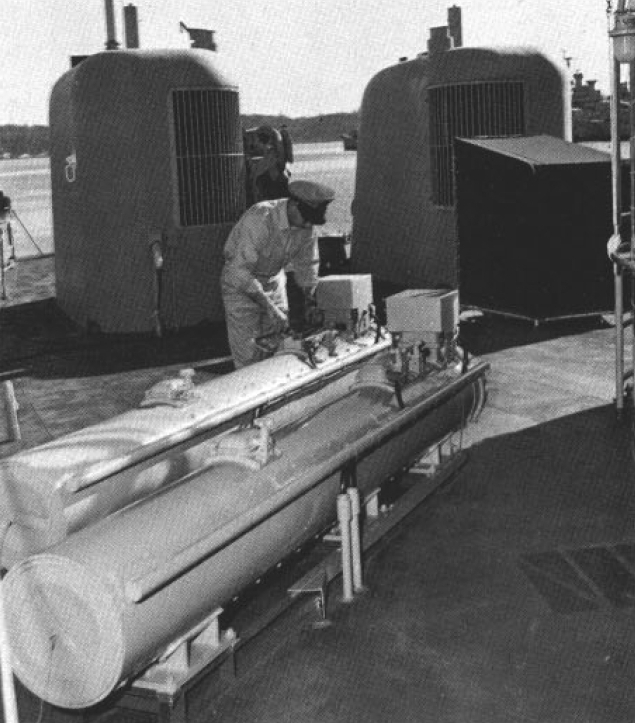
324mm torpédomety na palubě High Point

Stavba plavidla byla objenáno roku 1960 u americké společnosti Boeing. Za loď byla stanovena pevná cena 2,08 milionu dolarů. Ta stavbou zadala jako subkontrakt loděnici J. M. Martinac Shipbuilding Corp. v Tacomě ve státě Washington. Kýl plavidla byl založen 27. února 1961, člun byl spuštěn na vodu 17. srpna 1962 a dne 15. srpna 1963 byl uveden do služby.

## Konstrukce

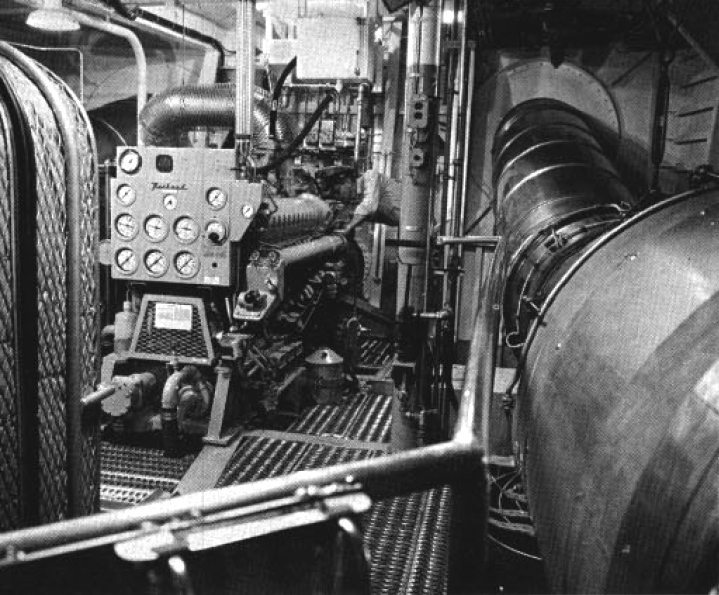
Strojovna člunu High Point

Plavidlo bylo postaveno ze slitin hliníku. Původně neslo vlečný sonar, který však byl později demontován, protože způsoboval problémy při plavbě vysokou rychlostí. Výzbroj tvořily dva 12,7mm kulomety M2HB a dva dvojité 324mm protiponorkové torpédomety (Pejčoch uvádí též jednu skluzavku hlubinných pum).
Pohonný systém byl koncepce CODOG. K plavbě nízkou rychlostí sloužil jeden diesel General Motors 12V71 o výkonu 600 hp, přičemž v bojové situaci loď poháněly dvě plynové turbíny Bristol Siddeley Proteus o celkovém výkonu 6800 hp. Každá turbína poháněla jeden pár lodních šroubů umístěných na zadním křídle, přičemž diesel poháněl zatahovatelný pátý šroub v trupu. Nejvyšší rychlost dosahovala 45 uzlů (některé prameny uvádějí 48 uzlů) a cestovní rychlost 12 uzlů.

## Operační služba

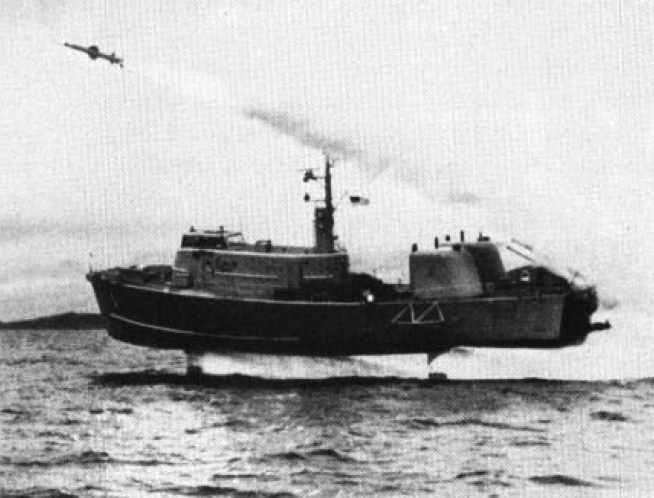
High Point vypouští střelu Harpoon

Americké námořnictvo člun provozovalo v letech 1963-1975. Mimo jiné jej využívalo k testování protilodních střel Harpoon. Plavidlo tehdy na zádi neslo jedno čtyřnásobné odpalovací zařízení. V březnu 1975 jej vyřadilo a převedlo k pobřežní stráži, která jej do služby zařadila 4. dubna 1975 jako USCGS High Point (WMEH-1). Pohraniční stráž ale již 5. května 1975 člun vyřadila a vrátila jej námořnictvu. To jej již do služby nevrátilo a roku 1980 jej vyškrtlo z námořního registru.
V lednu 1985 člun zakoupil koncern Boeing a používal jej pro testy řízených střel. Boeing člun vyřadil v květnu 1989. V roce 1991 byl High Point prodán. V únoru 2002 jej získal Bob Phillips a byl zakotven v Tongue Point na řece Columbia. V listopadu 2005 člun získal Terence Orme, který začal s jeho renovací.